# Stam1na
Stam1na é uma banda finlandesa de Heavy metal originária da cidade de Lemi, Carélia do Sul. O estilo musical da banda é descrito como thrash metal com influências de metal progressivo, death metal, alternative metal e punk, sendo que suas músicas são cantadas em finlandês.

## Nome
A banda escolheu utilizar o número '1' para representar a letra 'I' na palavra Stamina (do inglês "resistência") para tornar o nome distinto, de maneira que a banda fosse facilmente encontrada em buscadores na internet.

## Origem
A banda originalmente começou como um trio em 1996, somente após muitas gravações demo é que conseguiram assinar contrato ao final de 2004 com Sakara Records, selo fundado e dirigido pelos integrantes do Mokoma, outra banda da região da Carélia do Norte.
O trio fundador era composto por Antti Hyyrynen nos vocais e guitarra, Pekka Olkkonen na guitarra solo e Teppo Velin na bateria. O baixista Kai-Pekka Kangasmäki juntou-se ao grupo em 2005, e o tecladista Emil Lähteenmäki em 2009.
O álbum homônimo de estreia da banda, Stam1na foi lançado em 2 de março de 2005 e atingiu a 13ª posição na lista de álbuns finlandeses. O segundo álbum, Uudet kymmenen käskyä, foi lançado em 10 de maio de 2006 e fez maior sucesso, atingindo o número 3 na sua primeira semana. Após uma grande aclamação da crítica devido ao grande números de turnês e ganhando vários prêmios na Finlândi, e fazendo sua estreia na Alemanha em uma turnê com os também finlandeses da banda Apocalyptica no outono de 2007, eles lançaram seu terceiro álbum Raja em fevereiro de 2008, que foi direto para a primeira posição na parada de álbuns finlandesa em sua primeira semana. Em 10 de fevereiro de 2010, Stam1na lançou seu quarto álbum intitulado Viimeinen Atlantis, que se traduz como "A Última Atlântida", que também foi direto ao primeiro lugar na parada de álbuns finlandesa, a frente de lançamentos como o álbum da banda HIM, e foi certificado ouro pela ÄKT em sua primeira semana de vendas. Em 2012, Stam1na lançou seu quinto álbum intitulado Nocebo, produzido por Joe Barresi. Nocebo liderou a parada de álbuns finlandeses e foi disco de ouro no dia do lançamento. O sexto álbum, SLK, foi lançado em fevereiro de 2014. Stam1na fez uma série histórica de apresentações no verão de 2015 ao tocar o festival Pronvissirock em quatro dias consecutivos, tocando um álbum diferente de sua discografia em cada dia de festival. Eles lançaram seu sétimo álbum de estúdio Elokuutio em 16 de março de 2016.

## Formação

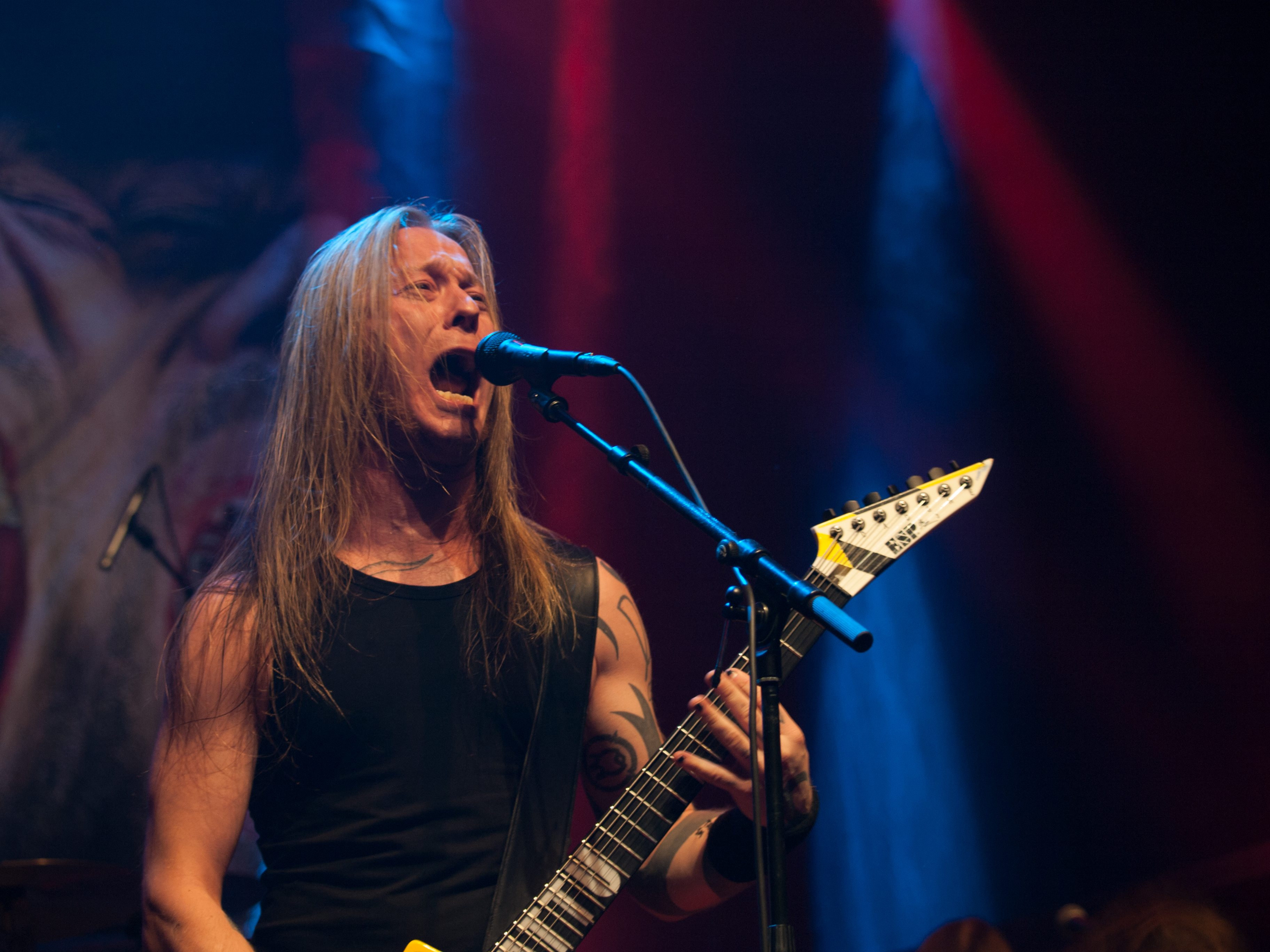
Antti ”Hyrde” Hyyrynen vocais, guitarra (1996–)
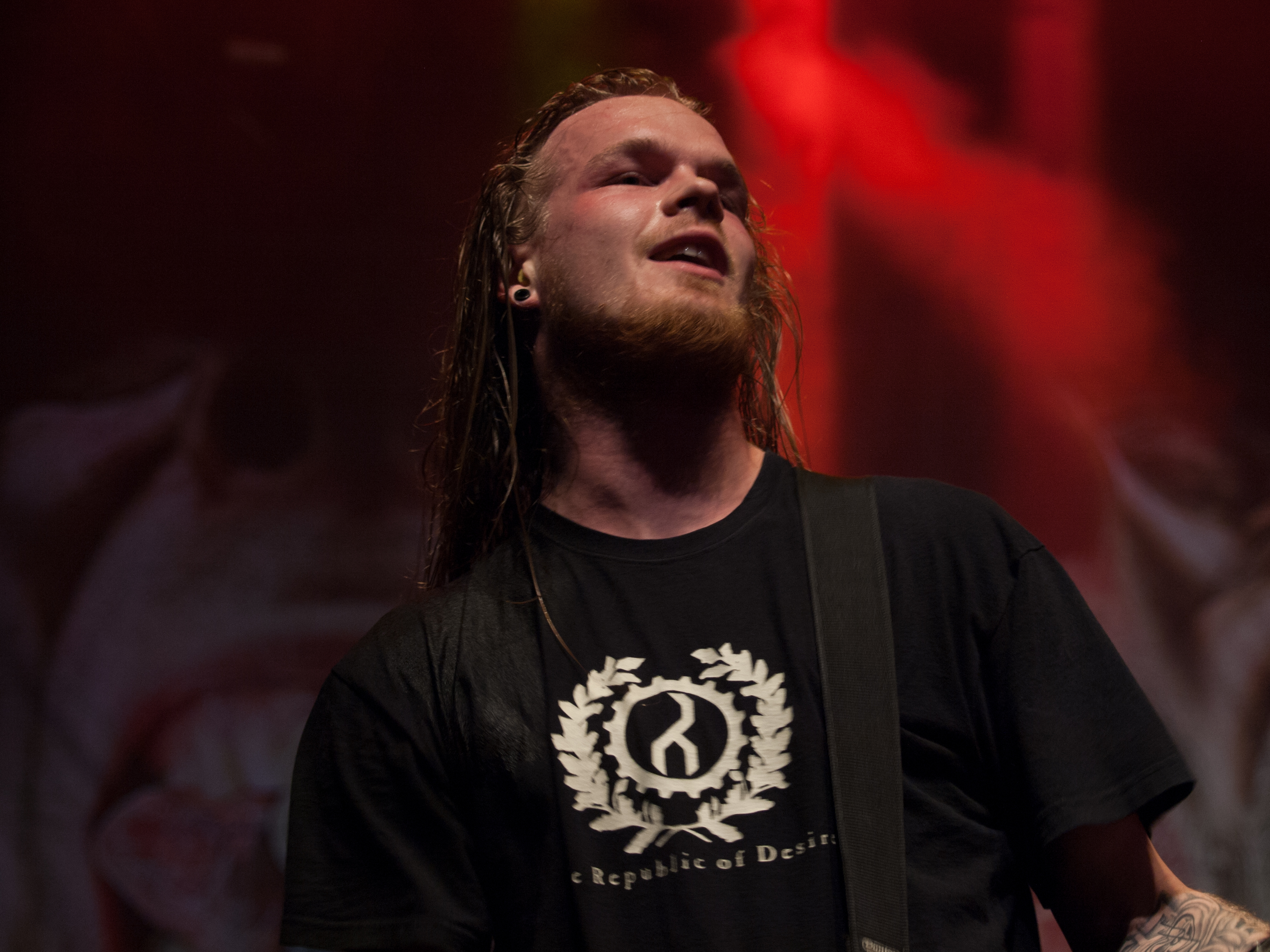
Kai-Pekka ”Kaikka” Kangasmäki baixo (2005–)
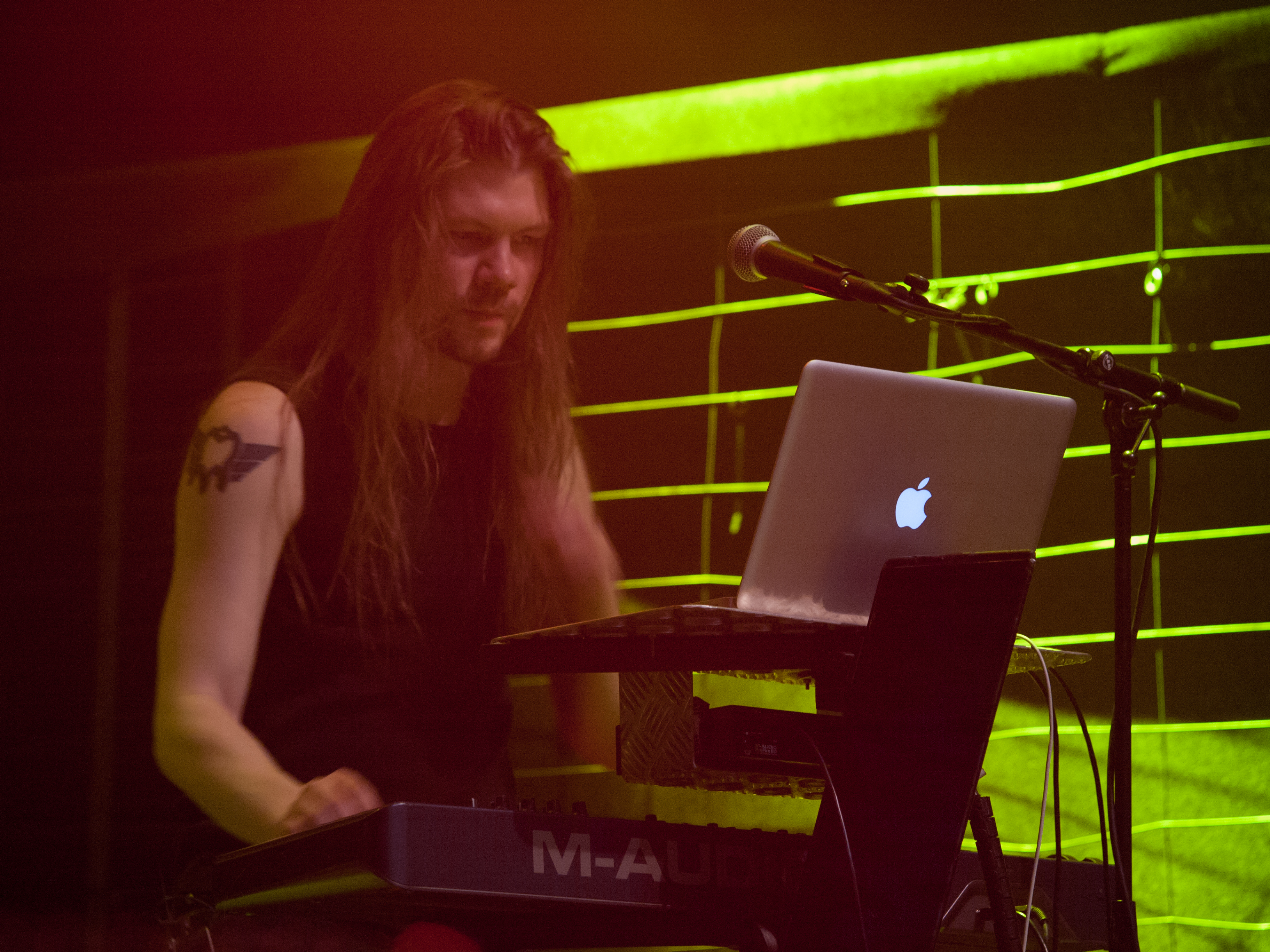
Emil ”Hippi” Lähteenmäki teclados (2009–)
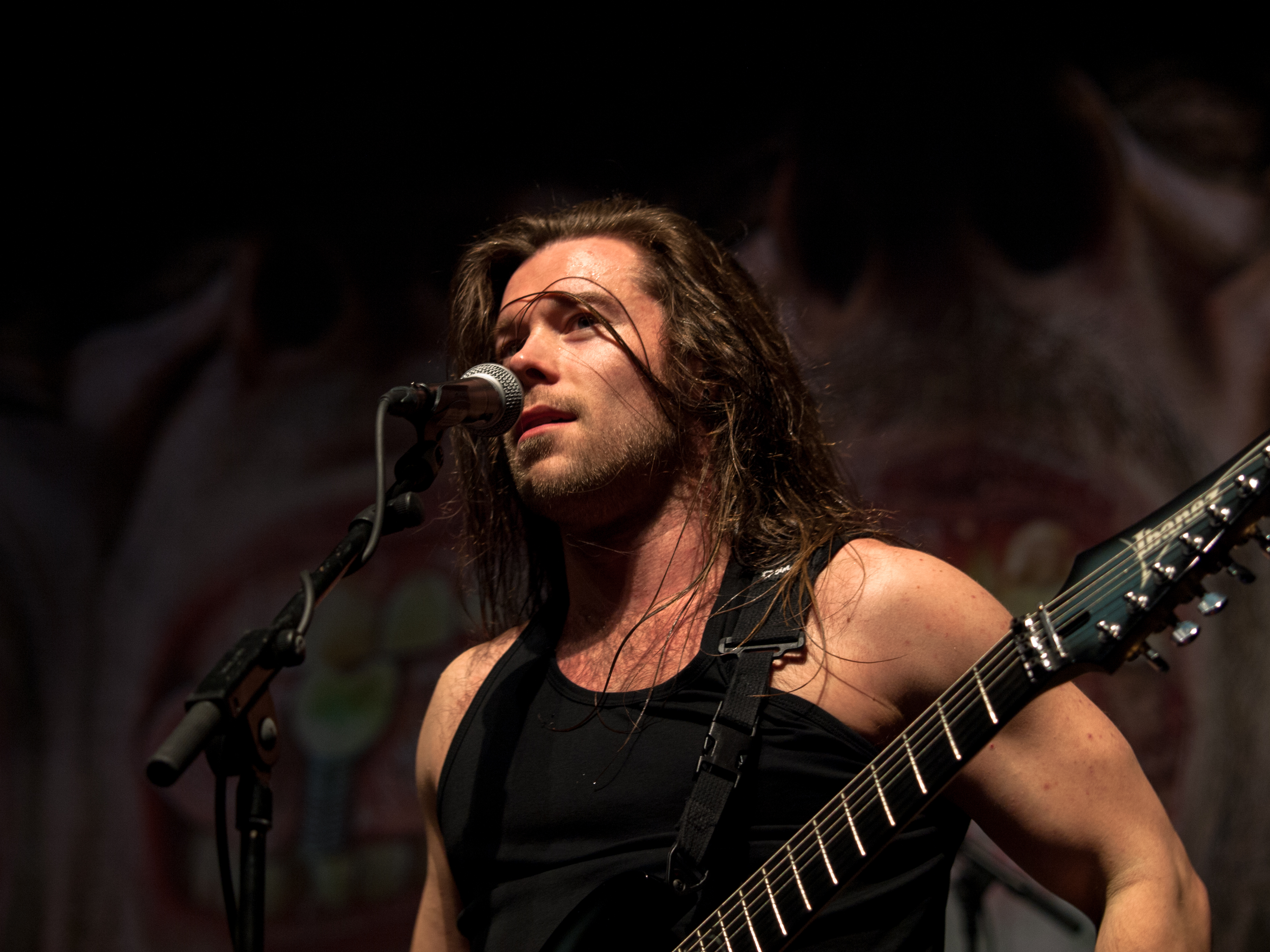
Pekka ”Pexi” Olkkonen guitarra solo (1996–)
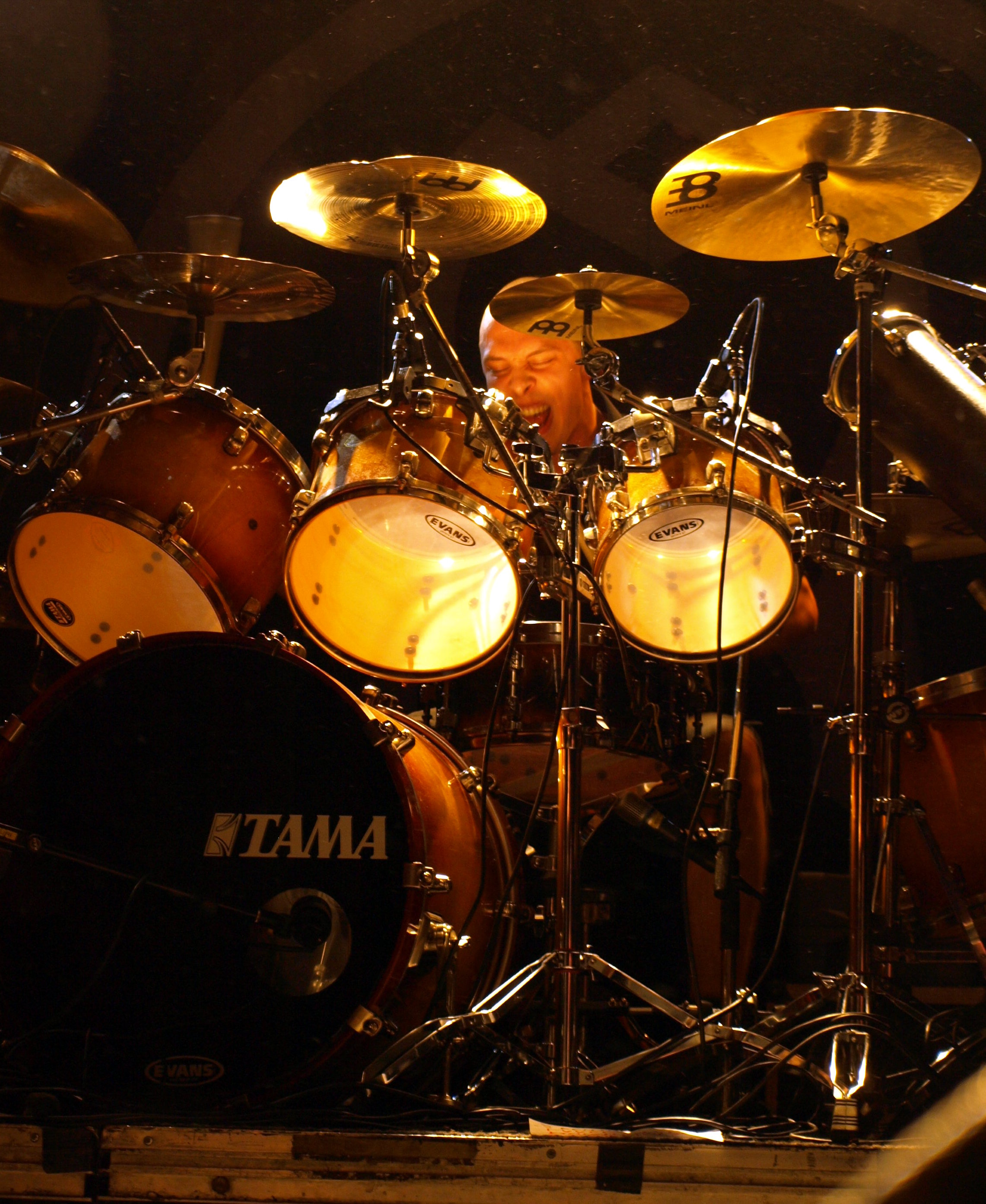
Teppo ”Kake” Velin bateria (1996–)

## Discografia

### Álbums
| Ano  | Álbum                 | Tradução do Título      | Ranking FIN |
| ---- | --------------------- | ----------------------- | ----------- |
| 2005 | Stam1na               | Resistência             | 13          |
| 2006 | Uudet kymmenen käskyä | Os Novos 10 Mandamentos | 3           |
| 2008 | Raja                  | Limite/Fronteira        | 1           |
| 2010 | Viimeinen Atlantis    | A Última Atlântida      | 1           |
| 2012 | Nocebo                | Nocebo                  | 1           |
| 2014 | SLK                   | Permitir Morte Natural  | 1           |
| 2016 | Elokuutio             | Eloquência ou Cubo Vivo | 1           |
| 2018 | Taival                | Jornada                 | 1           |
| 2021 | Novus Ordo Mundi      |                         |             |

#### SLK
SLK é o sexto álbum da banda, lançado em 7 de fevereiro de 2014. SLK em finlandês "Salli Luonnollinen Kuolema", significa "Permitir Morte Natural". Em 25 de Setembro do mesmo ano uma faixa adicional online foi lançada com a gravação de  "Vapaa on sana" (Liberdade é uma palavra).

##### Faixas
1. Rautasorkka – "Garra de Ferro" – 04:23
2. Kalmankansa – "Nação da Morte" –  04:29
3. Panzerfaust – "Punho de Ferro (do Alemão)" –  03:59
4. Kuoliaaksi ruoskitut hevoset – "Cavalos Açoitados até a Morte" –  03:46
5. Masiina – "Máquina" –  05:15
6. Heikko ehkä – "Talvez fraco" – 03:21
7. Dynamo – "Dínamo" – 03:47
8. Kylmä kuuma kylmä – "Frio Quente Frio" – 03:51
9. Usko pois – "Acredite em mim" – 03:28
10. Kolmen minuutin hiljaisuus – "Três Minutos de Silêncio" – 02:48
11. SLK – "Permitir Morte Natural" 05:18

### Singles
| Ano  | Single                   | Tradução do Título                         | Ranking | Álbum                 |
| Ano  | Single                   | Tradução do Título                         | FIN     | Álbum                 |
| ---- | ------------------------ | ------------------------------------------ | ------- | --------------------- |
| 2005 | "Kadonneet kolme sanaa"  | As Três Palavras Perdidas                  | 17      | Stam1na               |
| 2005 | "Paha arkkitehti"        | Arquiteto do Mal                           | 4       | Stam1na               |
| 2006 | "Edessäni"               | Em Minha Frente                            | -       | Uudet kymmenen käskyä |
| 2006 | "Likainen parketti"      | Pátio Sujo                                 | 1       | Uudet kymmenen käskyä |
| 2008 | "Lääke"                  | Remédio                                    | -       | Raja                  |
| 2010 | "Pakkolasku"             | Aterrissagem Forçada/Uma conta obrigatória | -       | Viimeinen Atlantis    |
| 2012 | "Valtiaan Uudet Vaateet" | Novas Exigências do Governante             | 17      | Nocebo                |
| 2012 | "Puolikas ihminen"       | Metade de um Homem                         | -       | Nocebo                |
| 2014 | "Panzerfaust"            | Punho de Ferro                             | -       | SLK                   |
| 2014 | "Dynamo"                 | Dínamo                                     | -       | SLK                   |
| 2014 | "Vapaa on sana"          | Liberdade é uma palavra                    | -       | -                     |
| 2016 | "Kuudet raamit"          | Seis Quadros                               | -       | Elokuutio             |
| 2016 | ''Verisateenkaari''      | Arco-íris sangrento                        | -       | -                     |
| 2018 | "Elämänlanka"            |                                            |         |                       |
| 2018 | "Enkelinmurskain"        |                                            |         |                       |
| 2018 | "Gaian lapsi"            |                                            |         |                       |

Singles em conjunto com Mokoma / Rytmihäiriö / Stam1na
- 2007: Sakara Tour 2006 - Nosturi (FIN #7)
- 2007: Sakara Tour 2006 - Työnkulma (FIN #8)
- 2007: Sakara Tour 2006 - Rytmikorjaamo (FIN #9)
- 2007: Sakara Tour 2006 - Tivoli (FIN #11)
- 2007: Sakara Tour 2006 - Teatria (FIN #12)
- 2007: Sakara Tour 2006 - Lutakko (FIN #14)
- 2007: Sakara Tour 2006 - Sibeliustalo (FIN #16)

### Clipes
- Erilaisen rakkauden todistaja (Testemunha de Um Tipo Diferente de Amor) (2003)
- Kadonneet kolme sanaa (As Três Palavras Perdidas) (2005)
- Ristiriita (Conflito/Argumento cruzado) (2005)
- Paha arkkitehti (Arquiteto do Mal) (2005)
- Edessäni (Em Minha Frente) (2006)
- Likainen parketti (Pátio Sujo) (2006)
- Lääke (Remédio) (2008)
- Muistipalapelit (Enigmas de Memória) (2008)
- Pakkolasku (Aterrissagem Forçada/Uma conta obrigatória) (2010)
- Rikkipää (Cabeça de enxofre/Cabeça Quebrada) (2010)
- Yhdeksän tien päät (O fim de Nove Estradas) (2010)
- Valtiaan uudet vaateet (Novas Exigências do Governante) (2012)
- Puolikas ihminen (Metade de Um Homem) (2012)
- Panzerfaust (Punho de Ferro) (2014)
- Kuoliaaksi ruoskitut hevoset (Cavalos Açoitados até a Morte) (2014)
- Vapaa on sana (Liberdade é uma palavra) (2014)
- Kuudet raamit (Seis quadros) (2016)
- Elokuutio (Eloquência) (2016)
- Pala palalta (Pedaço por pedaço) (2017)

### DVDs
- Sakara Tour 2006 (2007)
- K13V (2009)